# Vergèze
Vergèze – miejscowość i gmina we Francji, w regionie Oksytania, w departamencie Gard.
Według danych na rok 1990 gminę zamieszkiwało 3135 osób, a gęstość zaludnienia wynosiła 309 osób/km² (wśród 1545 gmin Langwedocji-Roussillon Vergèze plasuje się na 122. miejscu pod względem liczby ludności, natomiast pod względem powierzchni na miejscu 751.).